# Wilhelm Billqvist

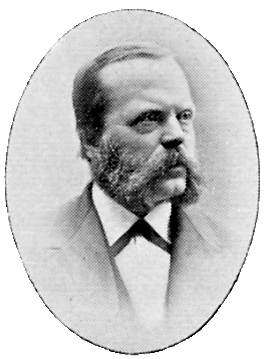
Wilhelm Billqvist.

Gustaf Wilhelm Billqvist, född 1829 i Göteborg, död där 10 april 1893, var en svensk skulptör.
Wihelm Billqvist studerade vid Chalmerska slöjdskolan och vid Köpenhamns konstakademi och för den danske skulptören Herman Wilhelm Bissen. Han gjorde en studieresa till Berlin på 1860-talet. Han var en tid bleckslagaremästare i Göteborg, sedan lärare i modellering och teckning på Chalmerska slöjdskolan och lärare vid Slöjdföreningens skola i Göteborg. Bland hans verk finns porträttmedaljonger av Fredrik VII av Danmark, Karl XV, Bertel Thorvaldsen med flera.